# Cascade de Coo

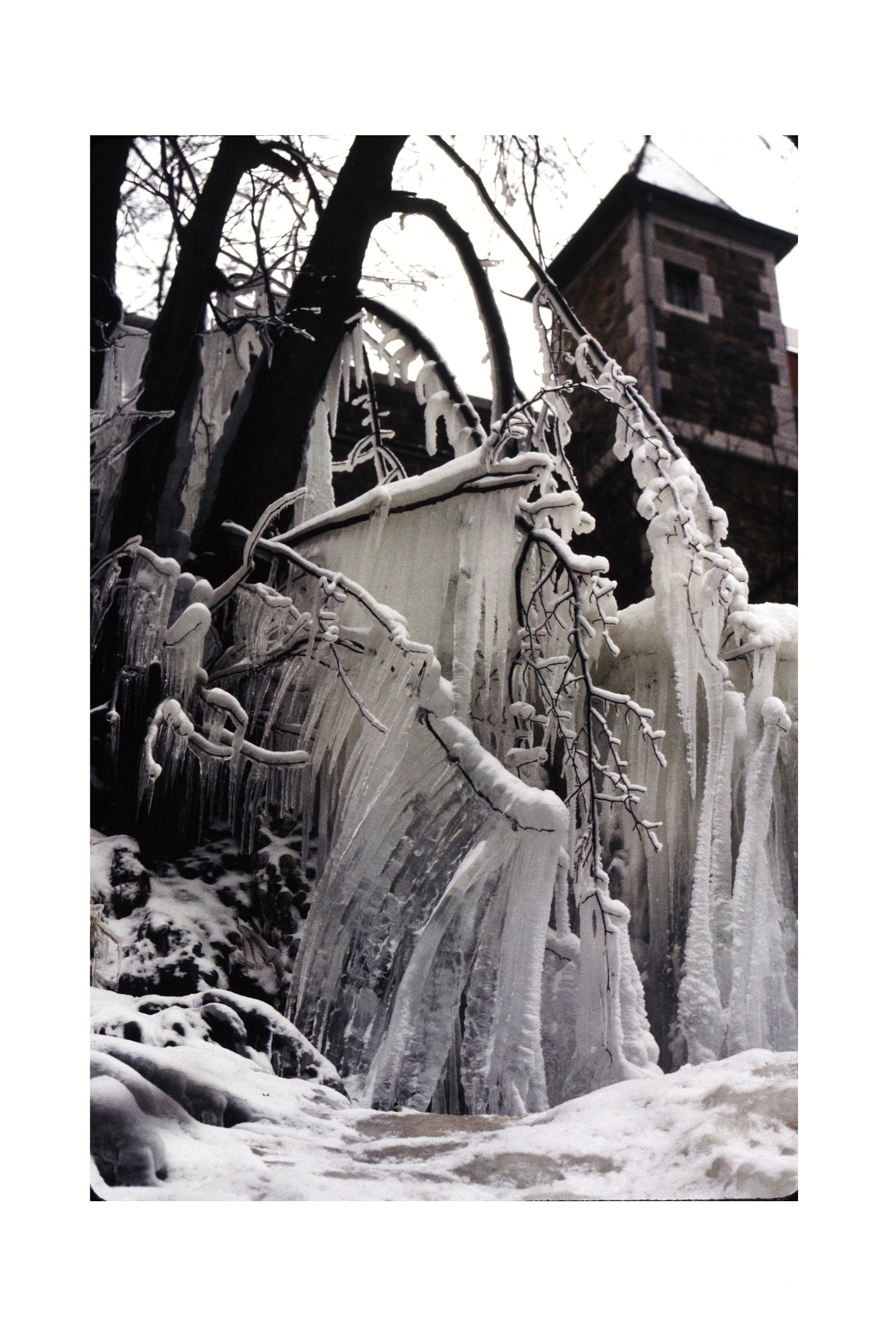
Les abords de la Cascade de Coo en hiver

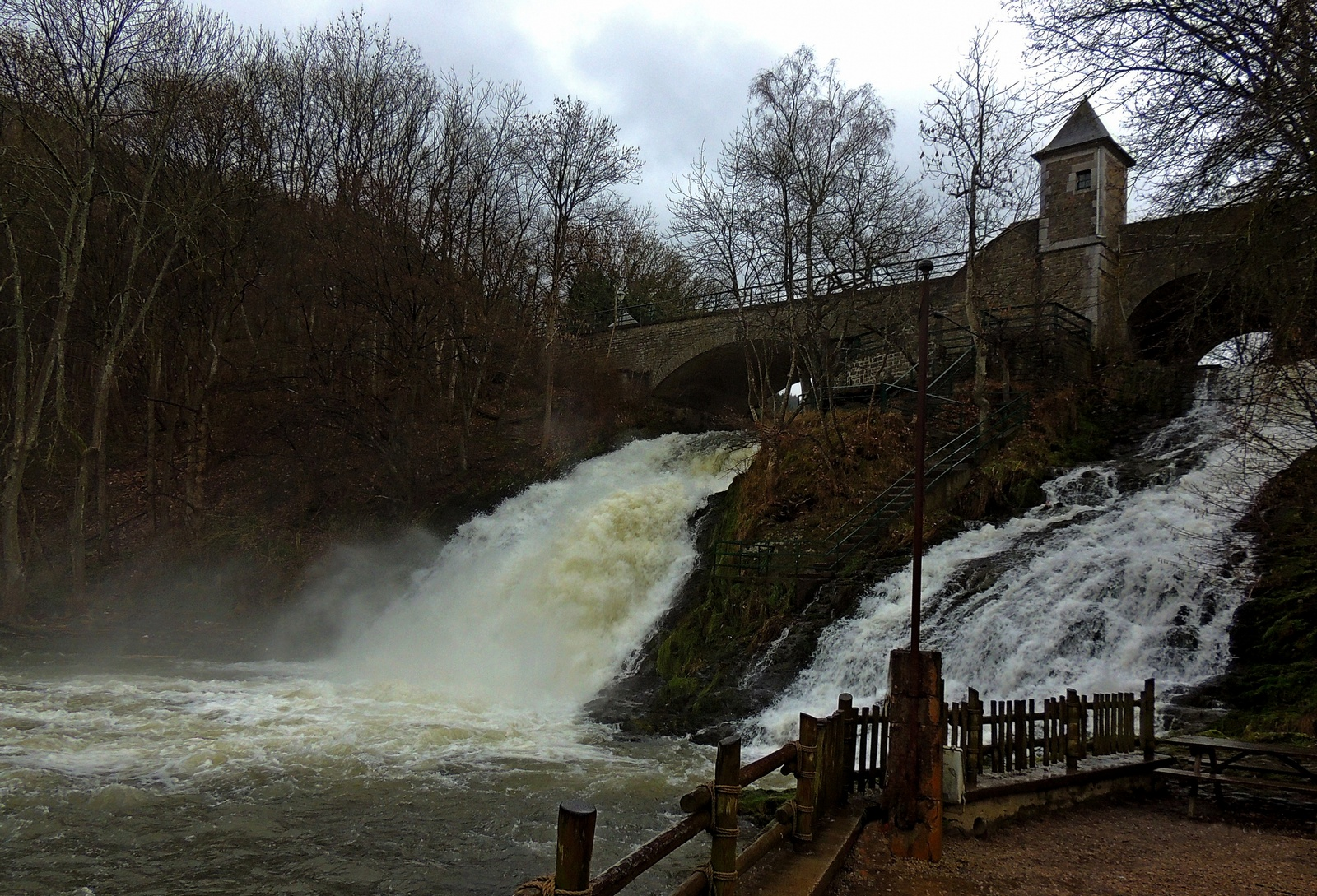
La Cascade de Coo, avec l'Amblève en crue.

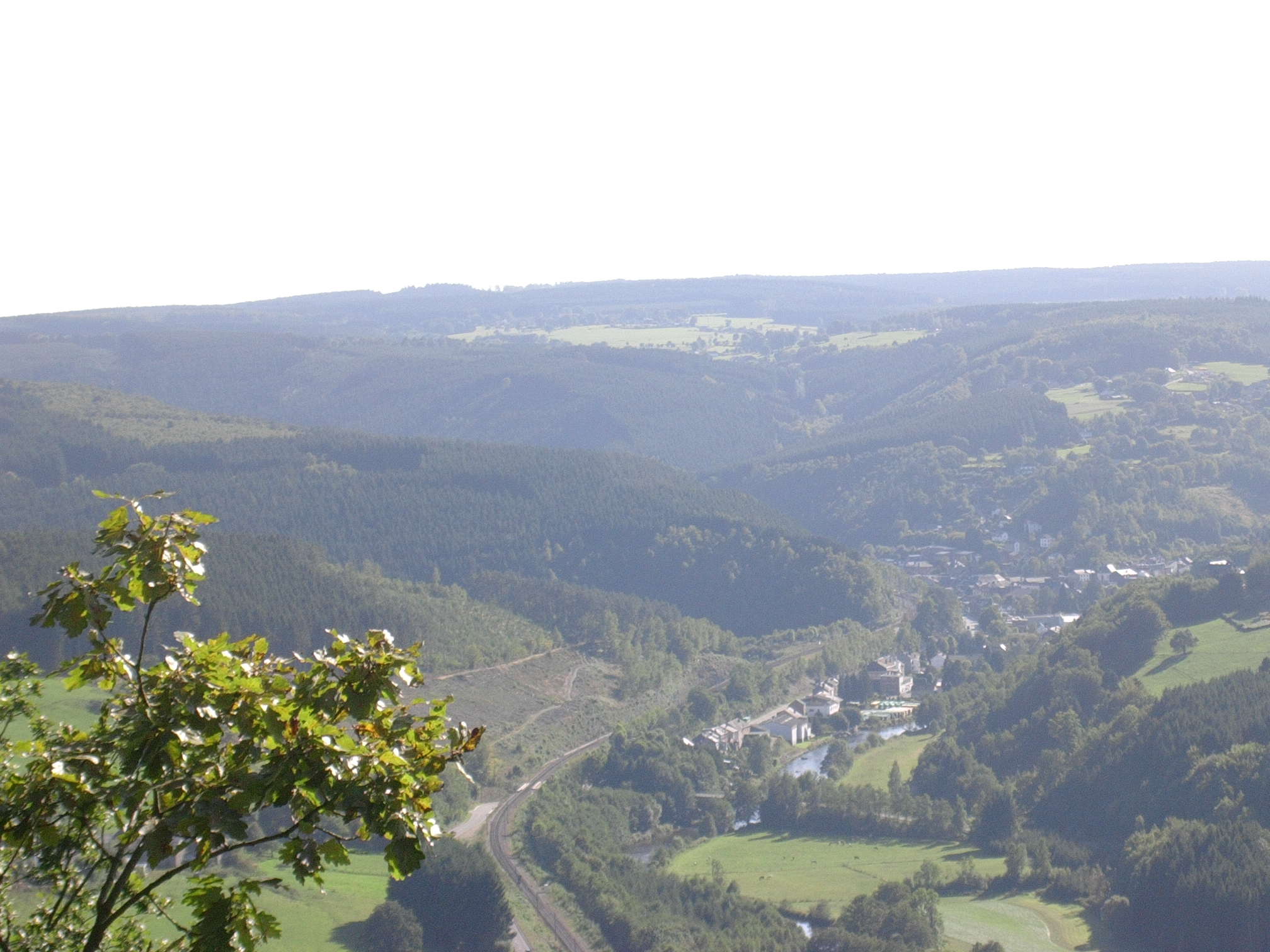
Vue depuis le télésiège

La cascade de Coo est une chute d'eau de la rivière Amblève située sur le territoire de la commune de Stavelot en Belgique. Elle possède 15 mètres de dénivelé. 
La petite chute d'eau est apparue au XVe siècle. Au XVIIIe siècle, les moines de l'abbaye de Stavelot creusèrent la grande chute, en recoupant un méandre de la rivière, pour protéger le village de Petit-Coo.

## Attraction touristique
Le lieu est une attraction touristique réputée. Un télésiège permet d'accéder à un belvédère qui offre une vue panoramique sur tout le site et les environs. Le parc d'attractions Plopsa Coo se situe aux abords de la cascade.
L'endroit possède aussi plusieurs restaurants, ainsi qu'une entreprise (Coo Adventure) permettant aux touristes de dompter (ou en tout cas d'essayer) ces lieux naturels.

## Centrale hydro-électrique
Le méandre recoupé accueille le bassin inférieur de la centrale hydroélectrique de pompage-turbinage de Coo – Trois-Ponts ; les deux bassins supérieurs sont situés 270 mètres plus haut, sur la colline de Brume, au lieu-dit Mont Saint-Victor à Brume, commune de Trois-Ponts. La centrale hydroélectrique de Coo produit en énergie l'équivalent d'un réacteur nucléaire. 

## Accès
Ce site est desservi par les transports publics : la gare de Coo et l'arrêt de bus COO Cascade (ligne 42a du TEC) sont à proximité immédiate.